# Ray Johnson
Ray Edward Johnson (* 16. Oktober 1927 in Detroit; † 13. Januar 1995 in New York City) war ein US-amerikanischer Künstler. Er gilt als Begründer der Mail Art.

## Leben und Arbeit
Ray Johnson wuchs als Kind finnischer Einwanderer in einem Arbeiterviertel in Detroit auf und erwarb seine grundlegende, klassische Kunstbildung als Teenager an der berufsbildenden Cass Technical High School. Anschließend besuchte er das Black Mountain College in Asheville, North Carolina, zu dessen Vorstand Persönlichkeiten wie Albert Einstein und der Schriftsteller William Carlos Williams zählten und an dem Berühmtheiten wie der Maler Willem de Kooning und der Komponist John Cage lehrten.
Nach dem Abschluss seines Studiums ging Ray Johnson 1948 nach New York City, wo sein Name in der Kunstszene bald ein Begriff war. Er begann, Hunderte kleiner Arbeiten anzufertigen, bei denen er traditionelle Abstraktionsmethoden umfunktionierte und insbesondere von der dadaistischen Collage ausging. Er selbst bezeichnete diese Konstruktionen, für die er hauptsächlich Tintenzeichnungen, Ausschnitte und zufällige Elemente verwendete, als „Moticos“.

“I've got a big pile of things at home which will make moticos. They're really collages - paste-ups of pictures and pieces of paper, and so on - but that sounds too much like what they really are, so I call them moticos. It's a good word because it's both singular and plural and you can pronounce it how you like. However I'm going to get a new word soon.”

„Ich habe zu Hause einen großen Stapel aus Dingen, aus denen Moticos entstehen werden. Dies sind tatsächlich Collagen – zusammengeklebte Bilder und Papierstücke usw. –, aber das klingt zu sehr wie das, was sie wirklich sind, darum bezeichne ich sie als „Moticos“. Das ist ein gutes Wort, weil es zugleich Singular und Plural ist und weil man es aussprechen kann, wie man will. Trotzdem werde ich bald ein neues Wort dafür finden.“

Johnson schätzte die etablierten Institutionen der Kunstwelt gering und setzte sich bei der öffentlichen Präsentation seiner Arbeit häufig über die Bedingungen hinweg, die die Galerien ihm vorgaben. Auf der Suche nach einer einfacher zugänglichen Form der Kunstdistribution entdeckte er für sich die Mail Art, d. h. den Postversand seiner Arbeiten, und begründete in den frühen 1960er Jahren die New York Correspondance School (NYCS). Der einzige Galerist, mit dem Johnson weiterhin eng zusammenarbeitete, war Richard L. Feigen.
Nach einem brutalen Überfall und nach Valerie Solanas’ Mordversuch an Andy Warhol verließ Johnson New York City und zog sich in eine kleine Stadt in Upstate New York zurück, wo er seine Arbeit in großer Zurückgezogenheit fortsetzte. Am 13. Januar 1995 wurde in einer kleinen Bucht in Sag Harbor auf Long Island seine Leiche gefunden. Die Umstände seines Todes sind ungeklärt. Das New Yorker Whitney Museum richtete ihm 1999 eine posthume Retrospektive ein.
Einem größeren Publikum sind Ray Johnsons Arbeiten bis heute weitgehend unbekannt, innerhalb der zeitgenössischen Kunstszene hatte er jedoch den Rang eines legendären Außenseiters.

## Dokumentarfilm über Ray Johnson
- How to Draw a Bunny (USA 2002; Regie: John W. Walter)

## Ausstellungen
- 2012 Ray Johnson – I like funny stories, Sammlung Maria und Walter Schnepel, 2. Juni 2012 – 2. September 2012, Weserburg Museum für moderne Kunst
- 2017 Ray Johnson. Picasso Queen, 9. Dezember 2017 – 21. Mai 2018, Museum Frieder Burda, Baden-Baden